# Walthère de Selys Longchamps
Walthère de Selys Longchamps (Luik, 21 december 1846 - Les Planches, Zwitserland, 31 juli 1912) was een Belgisch senator.

## Levensloop
Charles Michel Edgard Walthère, genaamd Walthère de Selys Longchamps was een jongere zoon van de natuurkundige en senaatsvoorzitter Michel-Edmond de Selys Longchamps. Hij trouwde met Marie Joséphine Davignon (1848-1911) en ze hadden zes kinderen. Ze gaven aan deze kinderen talrijke voornamen die ze vonden bij goden en helden uit de Griekse en Romeinse mythologie en geschiedenis:
- Marc Aurèle Gracchus,
- Thémis Minerve Irène,
- Walthère Regulus Archimède Hector,
- Edgar Zénon Hercule Appolon,
- Roger,
- Rachel Minerve Thémis Irène.

Walthère de Selys promoveerde tot doctor in de rechten (1870) aan de Universiteit Luik en leefde het leven van een grootgrondbezitter. Hij reisde ook veel.
Toen hij vijftig werd begon hij politiek actief te worden. Hij werd in 1896 verkozen tot senator voor het arrondissement Namen, toen zijn vader ook nog in de senaat zetelde. In 1900 werd hij verkozen tot senator voor het kiesarrondissement Namen-Dinant-Philippeville en behield dit mandaat tot aan zijn dood.
Zijn zoon Hector de Selys Longchamps werd later eveneens senator.

## Publicatie
- Notes d'un voyage au Brésil, in: Revue de Belgique, Brussel, 1875.